# Brown Eyes
I Brown Eyes (브라운 아이즈?) sono un  gruppo musicale sudcoreano R&B, formato dai membri Naul e Yoongun. Il primo, ex-membro di un gruppo chiamato Anthem risalente al 1999 che però non ebbe molto successo, è particolarmente apprezzato per le sue abilità canore, mentre il secondo faceva parte di un gruppo di nome TEAM, sempre del 1999, ed è conosciuto per le sue composizioni musicali.
Dalla collaborazione tra i due sono nati quattro album, tra i quali figura una raccolta dei loro successi intitolata The Very Best of Browneyes take a favorite. Nonostante le altissime vendite degli album, che hanno sempre superato la cifra di 600 000 copie ognuno, il duo non si è mai esibito dal vero o nei programmi musicali, portando varie volte il pubblico a presagire uno scioglimento. Il loro ultimo album, Two Things Needed For The Same Purpose and 5 Objects, pubblicato a giugno del 2008 a ben sei anni di distanza dal precedente, ha segnato un ritorno sulle scene del duo.

## Formazione
- Naul (나얼)
- Yoon Gun (윤건)

## Discografia

### Album in studio
- 2001 – Brown Eyes
- 2002 – Reason 4 Breathing?
- 2008 – Two Things Needed For The Same Purpose And 5 Objects